# Gyralina mirabilis
Gyralina mirabilis is een slakkensoort uit de familie van de Pristilomatidae. De wetenschappelijke naam van de soort is voor het eerst geldig gepubliceerd in 1973 door L. Pinter & Riedel.